# Copycristian
Copycristian es una licencia del tipo Copyleft con la particularidad que surge desde el ámbito cristiano, bajo la iniciativa de Cristianosh!, un grupo interdenominacional de cristianos.
 "Copycristian, es más que una subversión de las leyes de copyright. Copycristian retoma la forma genuina en que los cristianos siempre han compartido, puesto en común lo suyo."   †

## Antecedentes
Fue el mismo Jesús quien dijo: “de gracia recibisteis, dad de gracia. No os proveáis de oro, ni plata, ni cobre en vuestros cintos; ni de alforja para el camino, ni de dos túnicas, ni de calzado, ni de bordón; porque el obrero es digno de su alimento.” (Mat.10.7)
Esa manera de comportarse ha formado parte consustancial del genuino cristianismo desde hace casi dos mil años, así los primeros cristianos “ponían todo en común” y “ninguno decía ser suyo propio nada de lo que poseía”:
“Y la multitud de los que habían creído era de un corazón y un alma; y ninguno decía ser suyo propio nada de lo que poseía, sino que tenían todas las cosas en común. Y con gran poder los apóstoles daban testimonio de la resurrección del Señor Jesús, y abundante gracia era sobre todos ellos” Hechos 4.32-33

## Parámetros de la Licencia
Soli Deo Gloria, No comercial, Autoría, Idéntica Licencia.
La licencia autoriza a:
- Copiar, distribuir, ejecutar y comunicar públicamente la obra
- Hacer obras derivadas
Bajo las siguientes condiciones:
Soli Deo Gloria. Esta obra y sus derivados, han visto la luz para la Gloria de Dios.
No Comercial. No puedes usar esta obra para ningún fin comercial
Autoría. Has de dar reconocimiento al autor de la obra, habrás de reseñarlo y reconocerlo en los créditos.
Idéntica Licencia. Si cambias o transformas esta obra, creando una obra derivada de la misma, estarás obligado a distribuirlo con una licencia Copycristian.